# Kleinwelsbach
Kleinwelsbach è una frazione (Ortsteil) della città tedesca di Nottertal-Heilinger Höhen.

## Storia
Il 31 dicembre 2019 il comune di Kleinwelsbach venne fuso con la città di Schlotheim e con i comuni di Bothenheilingen, Issersheilingen, Neunheilingen e Obermehler, formando la nuova città di Nottertal-Heilinger Höhen.

### Esplicative
1. ↑  Letteralmente: «Welsbach piccola», in contrapposizione alla vicina Großwelsbach – «Welsbach grande».

### Bibliografiche
1. ↑  (DE) Thüringer Gesetz zur freiwilligen Neugliederung kreisangehöriger Gemeinden im Jahr 2019 und zur Anpassung gerichtsorganisatorischer Vorschriften vom 10. Oktober 2019, § 14. (PDF), su parldok.thueringen.de.